# 뜸

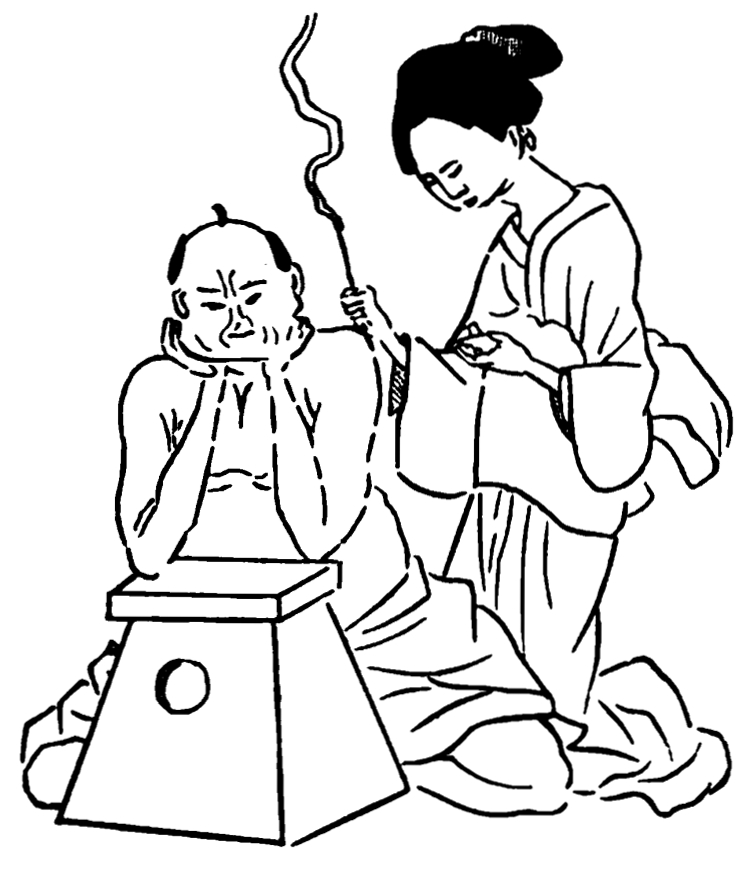

뜸(灸, 영어: Moxibustion 또는 tteum)은 한의학에서 사용되는 의료용구 혹은 의료행위를 말한다. 뜸의 재료는 다양하지만, 주로 쑥 중에서도 어리고 연한 잎과 줄기를 말린 약쑥을 쌀알 크기로 뭉쳐 아픈 부위 혹은 아픈 부위와 연관된 뜸자리나 경혈(經穴)에 놓고 태워 자극을 주어 질병을 치료한다.

## 같이 보기
- 침
- 대체 암 치료법
- 경혈
- 경락